# Вперёд (Апшеронский район)
Вперёд — село в Апшеронском районе Краснодарского края России. Входит в состав Кубанского сельского поселения.

## География

### Улицы
| - пер. Библиотечный, - ул. Библиотечная, - ул. Водолечебница, - ул. Гагарина, - ул. Железнодорожная, - ул. Кимовская, | - ул. Мира, - ул. Молодёжная, - ул. Новая, - ул. Октябрьская, - ул. Пионерская, - ул. Речная. |

## Население
| 2002 | 2010  |
| ---- | ----- |
| 1337 | ↗1592 |